# Hans Frischknecht
Hans Frischknecht (* 31. Dezember 1922; † 9. August 2003 in Herisau) war ein Schweizer Leichtathlet und Waffenläufer.
Der Gefreite Frischknecht absolvierte in seiner Karriere insgesamt 152 Waffenläufe, wobei er zwölf Tagessiege und 17 Kategoriensiege erzielte. Sieben der zwölf Tagessiege realisierte er am legendären Frauenfelder Waffenlauf (Marathondistanz).
Als Leichtathlet war Frischknecht fünfmal Schweizer Meister im Marathonlauf sowie dreimal im 10'000-Meter-Lauf. 1951 stellte er einen Schweizer Rekord im 10'000-Meter-Lauf mit 31:17,2 min auf. Im Lauf über eine Stunde und über 20 Kilometer stellte er von 1948 bis 1955 je drei Rekorde auf, den letzten mit 18'809 Metern bzw. 1:03:47,8 h. 1948 nahm er im Marathonlauf an den Olympischen Sommerspielen teil. Im Jahre 1955 wurde er zum Schweizer Sportler des Jahres gewählt.